# O Prazer do Sexo
O Prazer do Sexo é um filme brasileiro de 1982, com direção de John Doo.

## Elenco[1]
- Zaira Bueno… Maura
- Rubens Pignatari… Ricardo
- Carlos Milani… Lauro
- Ana Maria Kreisler… Suzi
- Áurea Campos… Consuelo
- Dayse Duraes… Nena
- José Almeida Jr.
- Márcia Aoki
- Maria Cecília
- Shirley Conceição
- Ivelise di Monaco
- Telma Garcia
- Castor Guerra
- Márcio Iberê
- Araceli Jardim
- Suzana Kassy
- Vade Martins
- Márcio Mendes
- Pierre Oliveira